# 柳叶香楠
柳叶香楠（学名：Aidia salicifolia），为茜草科茜树属下的一个植物种。